# Jan Maria Jakób
Jan Maria Jakób (ur. 9 czerwca 1908 w Rydzynie, zm. 1 marca 1987 w Poznaniu) – polski artysta plastyk, rzeźbiarz, medalier.

## Życiorys

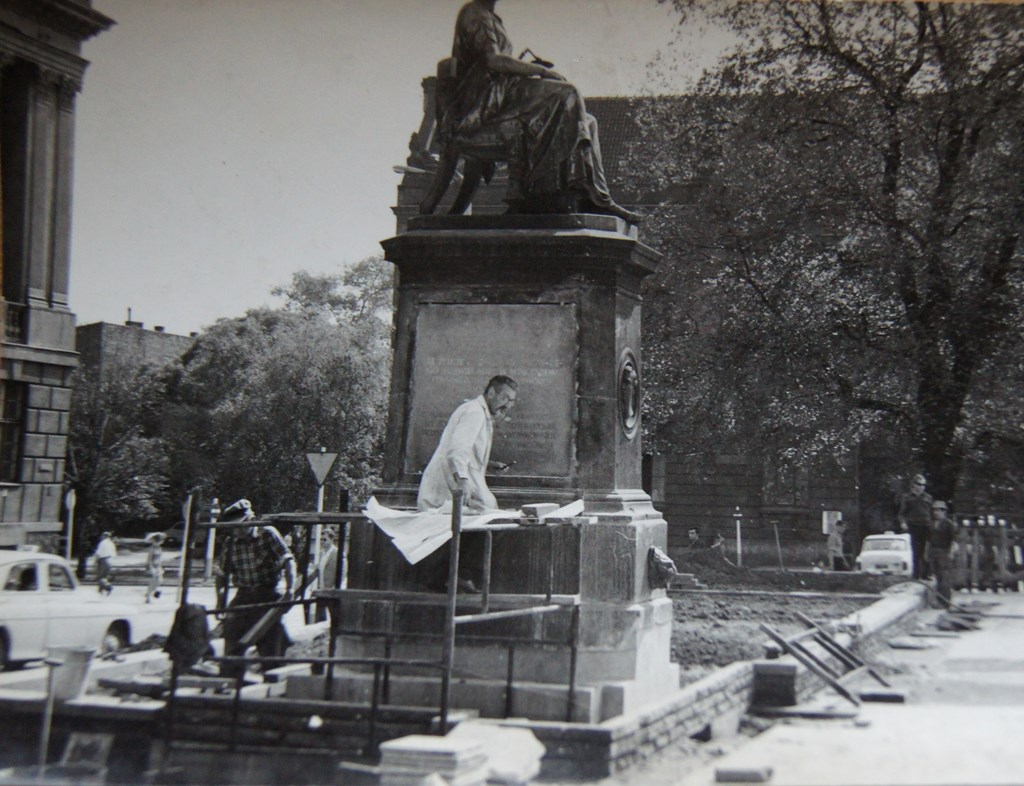
Fontanna Higei na poznańskim placu wolności podczas renowacji w 1971 roku

Urodził się 9 czerwca 1908 w Rydzynie, w rodzinie Michała i Antoniny Jakóbów. Studiował w Państwowej Szkole Sztuk Zdobniczych w Poznaniu (1925–1928), uzyskał absolutorium na wydziale rzeźby i brązownictwa. Następnie w latach 1929–1933 studia na Akademii Sztuk Pięknych w Warszawie na wydziale rzeźby pod kierunkiem prof. Tadeusza Breyera oraz Franciszka Strynkiewicza. Liczne przedwojenne pomniki i rzeźby Jana Marii Jakóba zostały zniszczone przez wojska hitlerowskie w 1939 roku między innymi pomnik ks. Augustyna Kordeckiego w Iwanowicach k. Kalisza.
Jan Maria Jakób był uczestnikiem jednej z pierwszych wystaw w powojennym Poznaniu, która odbyła się 3 czerwca 1945 w salach Muzeum Wielkopolskiego. Wystawa zgromadziła dzieła rzeźbiarzy, którzy wrócili lub osiedlili się w Poznaniu po wojennej tułaczce i zaczęli tworzyć. Był artystą wnoszącym ogromny wkład w odbudowę obiektów sztuki rzeźbiarskiej oraz Starego Rynku między innymi domków budniczych. Współpracował z Zofią Trzcińską-Kamińską przy zrekonstruowaniu jej przedwojennego pomnika Tadeusza Kościuszki przy ul. Grunwaldzkiej w Poznaniu w 1967. W 1971 roku odrestaurował fontannę Higiei. W jego dorobku znajduje się również wiele realizacji rzeźb sakralnych, między innymi w kościele św. Wojciecha. Do jego najbardziej rozpoznawalnych prac można zaliczyć grupę rzeźbiarską Saperzy z 1970, wykutą w piaskowcu szydłowieckim czerwonym. Rzeźba znajduje się w parku na Poznańskiej Cytadeli.
Jan Maria Jakób był artystą wszechstronnym, który w swym dorobku ma zarówno udane realizacje pomników, rzeźb monumentalnych, kameralnych, reliefów, tablic pamiątkowych, jak również plakiet, medali oraz projektów monet. Był artystą przywiązanym do tradycyjnych metod i technik rzeźbiarskich, przede wszystkim rzeźby w kamieniu oraz drewnie. Pracownia artysty mieściła się przy ul. Fabrycznej 13 A na poznańskiej Wildzie, w której tworzył prawie do końca życia.
Od 12 sierpnia 1934 był mężem Anny Kowalskiej.
Zmarł w wieku 79 lat, pochowany na cmentarzu Górczyńskim w Poznaniu (kwatera IVL-8-1).

## Zrealizowane prace
- Pomnik Powstańców Wielkopolskich w Nowym Tomyślu (1963)
- Pomnik ku pamięci rozstrzelanych harcerzy w Poznaniu (1965)
- Pomnik 7 Pułku Strzelców Konnych Poległych w czasie II wojny światowej na cmentarzu garnizonowym na cytadeli (1961)
- Saperzy na w parku na Poznańskiej Cytadeli (1970)
- Pomnik ks. Wacława Blizińskiego w Liskowie (Projekt z Janem Żokiem) odsłonięty 20 czerwca 1971